# Реал Сосьєдад кантера
Кантера іспанського футбольного клубу «Реал Сосьєдад» — юнацька система клубу, що бере гравців у дитинстві й готує до входження в дорослі команди.
Кінцевою командою на виході з юнацької системи є Ювеніль А (баск. Gazteak A) — юнацька команда до 18 років, що представляє клуб у національних змаганнях. Успішні випускники потім зазвичай переходять до резервних команд клубу, «Реал Сосьєдад С» або «Реал Сосьєдад Б», що їх також вважають частиною кантери як етапи на шляху до основної команди, хоча й змагаються в системі ліг серед дорослих.
Академія базується в клубному тренувальному комплексі «Субієта». Цим словом часто неофіційно називають саму систему.

## Передумови та структура

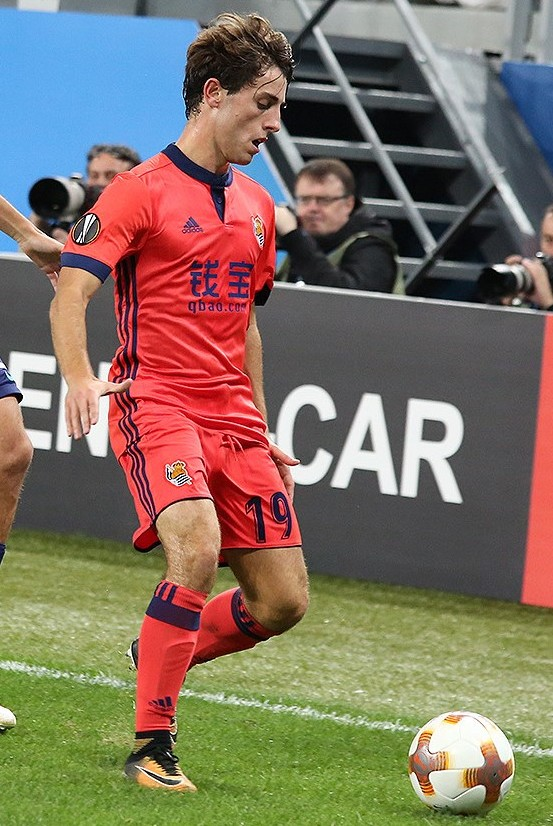
Альваро Одріосола — нещодавній приклад гравця, який увійшов до клубу змалку, пройшов молодіжний рівень і утвердився у старшій команді

Найкращі футбольні клуби іспанських ліг зазвичай надають великого значення розробці своєї кантери для виховання власних гравців або продажу до інших клубів як джерела доходу, і «Реал Сосьєдад» не є винятком. До кінця 1980-х клуб проводив політику набирання гравців лише серед басків, але відмовився від неї, щоб залишатися конкурентоспроможним. Однак їхня мережа набирання юнаків все ще зосереджена навколо їхнього рідного регіону Гіпускоа, і існують угоди про співпрацю з невеликими клубами в регіоні за фінансової допомоги регіонального уряду. Відзначено, що станом на 2013 рік 22 з 23 футболістів Ювеніль А були з Гіпускоа.
Більшість гравців основної команди останніх сезонів є випускниками молодіжної академії: станом на 2014 рік 15 членів команди (за аналізом Міжнародного центру спортивних досліджень). 2016 року загальна кількість 16 «доморощених» гравців «Реал Сосьєдада» (відповідно до вказівок УЄФА: три роки тренувань між 15 і 21 роками), які все ще перебували в їхньому клубі, була другою за рівнем серед європейських ліг «великої п'ятірки», і значно більшою, ніж у всіх інших елітних клубах, крім сусідів з Атлетік Більбао. Ба більше, подальший аналіз на кінець року показав, що ці випускники були не просто членами резервного складу, а невід'ємними елементами команди, сумарно провівши 50 % хвилин у Ла-Лізі 2016–17, де вони фінішували на 6 місці. Завдяки входженню дев'яти колишніх вихованців в інші клуби, загалом 25 доморощених гравців це п'яте місце на континенті, хоча лише третє місце в Іспанії, після Реала та Барселони, що зберегли у своєму складі лише декілька з багатьох професіоналів високого рівня, яких вони виховали.
Репутацію «Реал Сосьєдада» у Ла-Лізі з моменту підвищення 2010 року — зокрема, потрапляння до Ліги чемпіонів УЄФА 2013—2014 років — досягнуто з допомогою значної частки доморощених гравців причому переважну більшість їх вони мусять вибирати з місцевого регіону (з населенням всього 715 000, невелике охоплення як для елітного футбольного клубу), і мусять ними ділитися з Атлетік Більбао). Це свідчить про високий рівень підготування молодих гравців у їх розпорядженні. Помітним винятком з цього зосередження на місцевих жителях став Антуан Грізманн з Франції, якого взяли в школу в молодому віці, коли його потенціал побачили працівники «Реала» на одному з турнірів. 2014 року його продали за 30 мільйонів євро.

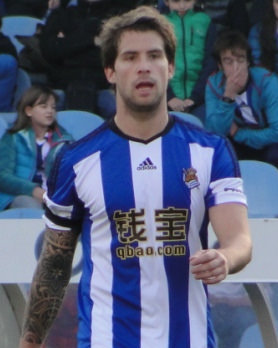
2018 року випускник школи Іньїго Мартінес приніс клубові 32 мільйони євро.

Хлопчики з регіону Гіпускоа приблизно в 10 років потрапляють до команди Субієта Alevín, і поступово проходять через вікові групи Infantil, Cadete та Juvenil. Гравці, яких «Реал» залишає в себе після перебування в «Ювеніль А» (віком приблизно 17 років), зазвичай, входять до складу «Реал Сосьєдад С» — доповнення до клубної структури 2016 року — склад якого здебільшого доповнюється гравцями іннших молодіжних клубів регіону, як-от Антигуоко. Гравці зазвичай проводять один-два сезони в «Реалі С», після чого найкращих з них підвищують до резервної команди «Сансе», а потім до основної команди, коли вважають вже досить підготовленими.
Окрім Грізманн, у 2010-х роках юнацька система «Реал Сосьєдад» випустила ще трьох гравців, які принесли клубові великі прибутки під час трансферів: Асьєр Ільярраменді в липні 2013 року перейшов до «Реала» за 32,2 млн. Євро, хоча через два роки повернувся приблизно за половину від цієї суми. У січні 2018 року Иньиго Мартінес підписав контракт з суперником Атлетік Більбао, що заплатив 32 млн євро відпускних. У липні того ж року Альваро Одріосола також переїхав до «Реала» за 30 млн євро плюс 5 млн євро умовних надбавок.